# سگ‌های الماسی (فیلم)
سگ‌های الماسی (به انگلیسی: Diamond Dogs) یک فیلم اکشن محصول مشترک کانادا و چین به کارگردانی شیمون داتانو با بازی دولف لاندگرن است. فیلم در تاریخ ۲۹ آوریل ۲۰۰۸ به صورت ویدئویی در آمریکا منتشر شد.

## بازیگران
- دولف لاندگرن - زاندر رونسون
- یو نان - آنیکا
- زو زورن - ان شو
- ویلیام شریور - چمبرز
- رایچو واسیلوف - ژکوف
- ژانگ چانین